# Igor Voltchok
Igor Semionovitch Voltchok (en russe : Игорь Семёнович Волчок) est un entraîneur de football soviétique et russe né le 21 décembre 1933 à Moscou et mort le 2 novembre 2006 dans la même ville.

## Biographie
Natif de Moscou, Igor Voltchok commence la pratique du football durant sa jeunesse et évolue au sein de plusieurs équipes amateurs moscovites. Il intègre au début des années 1950 les équipes réserves du Torpedo puis du CDSA Moscou mais ne dispute jamais la moindre rencontre avec leurs équipes premières, mettant très vite un terme à sa carrière pour se consacrer au métier d'entraîneur.
Il obtient son premier poste en 1958 en dirigeant l'équipe amateur de l'Avangard Elektrostal avant de rejoindre le Dnipro Dnipropetrovsk en tant qu'entraîneur assistant entre 1960 et 1961. Il occupe par la suite des fonctions similaires successivement au Troud Noguinsk de 1962 à 1963, au Chakhtior Karaganda entre 1964 et 1966 puis au Zorya Louhansk en 1967. Il prend à partir de 1968 la tête du Volga Kalinine qu'il dirige trois saisons durant entre la deuxième et la troisième division soviétique avant de s'en aller en fin d'année 1970.
Voltchok est appelé au cours de l'été 1972 pour diriger le Lokomotiv Moscou, alors en difficulté dans le championnat de première division. Il ne parvient cependant pas à éviter la relégation du club et s'en va en fin d'année. Il est cependant très vite rappelé pour prendre la suite de Mikhail Yakushin dès le mois de mai 1973 et amène l'équipe à la première place de la deuxième division à l'issue de la saison 1974. Il reste ensuite à la tête du club jusqu'en août 1978, mettant un terme à la période d'ascenseur du Lokomotiv en le maintenant dans l'élite tout au long de cette période, avec notamment une sixième position en 1977.
Il est par la suite nommé à la tête du Kaïrat Almaty entre 1979 et 1981, maintenant le club entre la douzième et la treizième position durant les trois saisons qu'il dirige. Il enchaîne ensuite sur un bref passage en deuxième division au Tavria Simferopol en début d'année 1982 avant de faire son retour au Lokomotiv Moscou au mois de septembre 1983, le club étant depuis tombé dans le bas de classement du deuxième échelon. Dirigeant l'équipe lors des saisons 1984 et 1985, il ne parvient à faire mieux que deux places de sixième avant de s'en aller à la fin de cette dernière année. Il entraîne par la suite le Novbakhor Namangan entre 1990 et 1991, faisant monter l'équipe au deuxième niveau durant son passage.
Après la fin de l'Union soviétique en fin d'année 1991, Voltchok reste sans poste pendant un an avant de prendre la tête du Chinnik Iaroslavl fraîchement relégué au sein de la deuxième division en 1993. Il échoue cependant à faire remonter l'équipe, qui termine cinquième et sixième durant son passage de trois saisons jusqu'à son départ en fin d'année 1995. Il dirige ensuite le Rubin Kazan, avec qui il remporte la zone Centre de la troisième division en 1997 avant de s'en aller peu après le début de l'exercice 1998. Il fait par la suite son retour à l'Avtomobilist Noguinsk qu'il dirige de 1998 à 2000, terminant largement premier de la zone Centre en 1999 avant d'échouer à la montée lors du barrage de promotion contre le Spartak-Tchoukotka Moscou (ru).
Après un passage de deux ans au FK Ielets (en) entre 2001 et 2002, Voltchok fait en 2003 son retour au Navbahor Namangan avec qui il termine troisième du championnat ouzbek. Il revient ensuite à Ielets en tant que conseiller avant de reprendre le poste d'entraîneur pour un an en 2005, mettant par la suite un terme définitif à sa carrière d'entraîneur. Il meurt une dizaine d'années plus tard le 20 avril 2016 à l'âge de 84 ans.
Malgré des succès limités et une grande partie de sa carrière passée dans les divisions inférieures, Voltchok est malgré tout connu pour les succès de plusieurs de ses anciens joueurs devenus par la suite entraîneurs, les plus notables étant Iouri Siomine, Valeri Gazzaev et Kurban Berdyev qui sont tous devenus champions de Russie,.

## Statistiques d'entraîneur
| Avangard Elektrostal  | 1958               | 1958          | 16    | 6   | 2   | 8   | 37,5 |
| Volga Kalinine        | 1968               | 1970          | 126   | 47  | 36  | 43  | 37,3 |
| Lokomotiv Moscou      | 19 juillet 1972    | décembre 1972 | 15    | 4   | 4   | 7   | 26,7 |
| Lokomotiv Moscou      | 8 mai 1973         | 25 août 1978  | 196   | 77  | 57  | 62  | 39,3 |
| Kaïrat Almaty         | juin 1979          | 1981          | 119   | 38  | 32  | 49  | 31,9 |
| Tavria Simferopol     | janvier 1982       | 1er juin 1982 | 19    | 8   | 3   | 8   | 42,1 |
| Lokomotiv Moscou      | 1er septembre 1983 | 1985          | 102   | 39  | 30  | 33  | 38,2 |
| Novbakhor Namangan    | 1990               | 1991          | 94    | 49  | 16  | 29  | 52,1 |
| Chinnik Iaroslavl     | 1993               | 1995          | 125   | 59  | 30  | 36  | 47,2 |
| Rubin Kazan           | 1996               | 27 avril 1998 | 99    | 65  | 14  | 20  | 65,7 |
| Avtomobilist Noguinsk | juin 1998          | 2000          | 121   | 63  | 27  | 31  | 52,1 |
| FK Ielets (en)        | 2001               | 2002          | 78    | 24  | 21  | 33  | 30,8 |
| Navbahor Namangan     | 2003               | 2003          | 36    | 21  | 7   | 8   | 58,3 |
| FK Ielets (en)        | 2005               | 2005          | 37    | 14  | 7   | 16  | 37,8 |
| Total                 | Total              | Total         | 1 183 | 514 | 286 | 383 | 43,4 |

## Palmarès d'entraîneur
Lokomotiv Moscou
- Championnat d'Union soviétique D2 (1) :
  - Champion : 1974.